# Kozlov, Havlíčkův Brod
Kozlov är en ort i Tjeckien.   Den ligger i regionen Vysočina, i den centrala delen av landet, 70 km sydost om huvudstaden Prag. Kozlov ligger 511 meter över havet och antalet invånare är 139.
Terrängen runt Kozlov är platt österut, men västerut är den kuperad. Runt Kozlov är det ganska tätbefolkat, med 83 invånare per kvadratkilometer. Närmaste större samhälle är Ledeč nad Sázavou, 4,5 km söder om Kozlov. I omgivningarna runt Kozlov växer i huvudsak blandskog.